# بیمارستان مادر و کودک غدیر
بیمارستان مادر و کودک غدیر بیمارستانی است خیریه و درمانی واقع در شیراز، استان فارس با ظرفیت ۱۰۰ تخت که در سال ۱۳۸۸ شمسی تأسیس گردید.
این بیمارستان در زمینی به مساحت ۷ هکتار و زیر بنای ۱۰٬۰۰۰ متر مربع در شهرک گلشن شیراز احداث شده‌است. این بیمارستان شامل بزرگترین مرکز ناباروری جنوب کشور، مرکز تحقیقات سلولهای بنیادی و فناوری ترانس ژن، مرکز لاپاروسکوپی زنان و جراحی عمومی، جراحی ارتوپدی اطفال، جراحی چاقی، جراحی زنان و زایمان، جراحی اطفال و نوزادان می‌باشد.